# تاريخ الخلفاء (كتاب)
تاريخ الخلفاء هو كتاب في تاريخ خلفاء المسلمين، ألفه الحافظ جلال الدين السيوطي (849 هـ - 911 هـ)، يختص الكتاب في طبقة معينة وهم الخلفاء من بداية عهد الخلفاء الراشدين إلى نهاية عهد الخلافة العباسية، حيث يترجم للخلفاء ترجمة موسعة ويذكر بداية خلافة كل منهم وأعماله وآثاره في أيام خلافته وعماله في البلاد و أهم الأعلام الذين توفوا في زمانه والولايات الإسلامية ثم يذكر تاريخ وفاته ومدفنه وقد توسع في الخلفاء الراشدين.

## فصول الكتاب
وقد احتوى الكتاب على عدة فصول قبل البدء بذكر الخلفاء لخصها جلال الدين السيوطي في التالي:
1. فصل في بيان كون النبي لم يستخلف وسر ذلك.
2. فصل في بيان أن الأئمة من قريش والخلافة فيهم.
3. فصل في مدة الخلافة في الإسلام.
4. فصل في الأحاديث المنذرة بخلافة بني أمية.
5. فصل في الأحاديث المبشرة بخلافة بني العباس.
6. فصل في شأن البردة النبوية التي تداولها الخلفاء إلى آخر وقت.
7. فصل في فوائد منثورة تقع في التراجم ولكن ذكرها في موضع واحد أنسب وأفيد.